# The Gun Club
The Gun Club byla americká punk-bluesová skupina z kalifornského Los Angeles, aktivní v letech 1979 až 1996. Pod vedením nepřehlédnutelného zpěváka a kytaristy Jeffreyho Lee Pierce hráli The Gun Club směs v té době moderního punku a tradičnějších žánrů jako blues, rockabilly a country.
Spolu se skupinami X, The Flesh Eaters a The Blasters pomáhali vytvořit zvuk Hollywoodské rockové scény 80. let a byli citováni jako skupina hrající „kmenové psychobilly blues“.

## Historie

### Alba Fire of Love a Miami (1979–1982)
Skupinu The Gun Club zformoval bývalý šéf fan clubu skupiny Blondie Jeffrey Lee Pierce v Los Angeles. Jeho kolegy byli Brian Tristan, který se později v době svého působení ve skupině The Cramps přejmenoval na Kida Congo Powerse, Don Snowden, v té době působící jako hudební kritik deníku Los Angeles Times a Brad Dunning, jež je v současnosti úspěšným návrhářem interiérů a spisovatelem. Pierce, Tristan a Dunning se znali z dřívějších raně punkových koncertů a výměnných burz hudebních nahrávek pořádaných na parkovišti vydavatelství Capitol Records a byli dobrými přáteli. Pierce hrál na doprovodnou kytaru a zpíval, Tristan obstarával sólovou kytaru, Snowden hrál na basu a Dunning na bicí. Skupina původně hrála rockabilly pod jménem The Cyclones, s jiným zpěvákem. Ten však už po prvním koncertě odešel, kvarteto se přejmenovalo na The Creeping Ritual, zpěvu se ujal Pierce a v tomto složení se nějakou dobu objevovali na místních pódiích. Brzy poté na návrh Pierceova spolubydlícího Keitha Morrise, zpěváka skupin Black Flag a Circle Jerks, změnili svůj název na The Gun Club. Často hrávali jako předkapela, mimo jiné před skupinami X a The Blasters. Snowden a Dunning odešli v roce 1980 a nahradili je Rob Ritter a Terry Graham, bývalí členové skupiny The Bags. Kid Congo před nahráváním prvního alba odešel do The Cramps. Místo něj nastoupil Ward Dotson, který na debutním albu hraje na sólovou a slide kytaru. Skupina podepsala smlouvu s divizí Ruby vydavatelství Slash Records a nahrávka nazvaná Fire of Love vyšla v roce 1981. Kritik Stevo Olende napsal, že "textově album "drancuje" voodoo, populární komiksy z 50. let a blues". Jiný kritik poznamenal, že "podobná hudba nebyla ke slyšení nikdy předtím a ani od té doby." Co se týká prodeje, bylo album Fire of Love úspěšné a po vydání obdrželo příznivé kritiky.
Před začátkem roku 1982 již měli Gun Club podepsanou smlouvu s vydavatelstvím Animal Records kytaristy skupiny Blondie Chrise Steina. Skupina dočasně přesídlila do New Yorku, aby tam nahrála následující album Miami (1982). Kromě producentské účasti Steina se na albu podílela i zpěvačka Blondie Debbie Harry, a to doprovodnými vokály na několika písních. Recenze po vydání alba byly dobré, avšak rozsáhlé kritiky se dočkala Steinova produkce, za údajný slabý mix nahrávky. Brzy po vydání alba odešel Rob Ritter, který si změnil jméno a jako Rob Graves založil skupinu 45 Grave. Ještě než odešel naučil všechny basové partie bývalou kolegyni ze skupiny Bags Patricii Morrison, která se stala jeho nástupkyní. Kvůli stále častějším neshodám pak zhruba ve stejné době Pierce ze skupiny propustil Grahama a Dotsona.

## The Las Vegas Story a první rozpad (1983–1985)
Následovaly další personální změny a Pierce také nakrátko odložil kytaru a byl pouze zpěvákem. Při odletu na australské turné odmítli kytarista a bubeník nastoupit do letadla a Pierce byl nucen je nahradit členy předkapely. Vrátil se také kytarista Kid Congo Powers. Třetí album vyšlo v roce 1984 pod názvem Las Vegas Story a přineslo výraznou změnu zvuku, který se posunul od punkově znějících prvních dvou nahrávek k uhlazenějšímu alternativnímu rocku. Na podporu alba se skupina se vydala na evropské turné, s další personální změnou na místě bubeníka. Po sérii koncertů, kde hráli jako předkapela Siouxsie and the Banshees, se Gun Club rozhodli ukončit činnost a v zimě 1984 odehráli své poslední koncerty. Pierce se poté pustil na sólovou dráhu, se členy skupin The Cure a Roxy Music nahrál album Wildweed (1985) a s jinou sestavou album propagovali na koncertním turné. Na kytaru hrála Pierceova přítelkyně Tomi Mori a na bicí Nick Sanderson ze skupiny Clock DVA.

## Obnovení (1986–1992)
Po krátkém období sólového vystupování s mluveným slovem se Pierce v roce 1986 rozhodl zformovat novou verzi skupiny. V sestavě se znovu objevuje kytarista Powers, který byl v té době také členem The Bad Seeds Nicka Cavea. Tomi Mori přešla na baskytaru a Sanderson byl i nadále bubeníkem. V této sestavě nahráli Gun Club několik alb, např. Mother Juno z roku 1987. Tento úspěšný a kritikou dobře přijatý návrat produkoval Robin Guthrie z The Cocteau Twins. Po vydání alba Nicka Cavea The Good Son v roce 1990 opustil Kid Congo Powers The Bad Seeds, aby se mohl více soustředit na Gun Club. Sanderson odešel v roce 1991 po vydání minialba Divinity, aby se věnoval své vlastní skupině. Jeffrey Lee Pierce v této obě alternoval mezi sólovými akustickými vystoupeními a Gun Club, ve kterém našly uplatnění jeho ostřejší písně. V roce 1992 se svému sólovému projektu odešel věnovat Powers, zatímco Sanderson se do Gun Club opět vrátil.

## Pozdější léta (1993–1996)
V situaci bez sólového kytaristy se Pierce rozhodl, že na další, a jak se později ukázalo poslední, album Lucky Jim z roku 1993 nahraje jak sólovou tak i doprovodnou kytaru. Pierce a Romi Mori byli v té době partnery od poloviny osmdesátých let. Avšak Sanderson a Mori se postupem času sblížili, až v roce 1994 z Gun Club odešli, čímž skupina přišla o svou rytmickou sekci. Pierce v té době, podle vlastního vyjádření, již několik let nebral drogy, ale brzy po odchodu své dlouholeté přítelkyně s užíváním drog a pitím alkoholu opět začal.
V roce 1994 se objevil na několika živých vystoupeních The Bad Seeds, ale celkově se držel spíše v ústraní a psal svou autobiografii. Ta se ukázala být velmi kritickou k bývalým členům skupiny. Po 10letém pobytu v Londýně se vrátil do Los Angeles a postupně si více a více oblíbil rap. Na album k poctě Toma Waitse dokonce přispěl rapovou předělávkou Waitsovy písně Pasties & a G-String. V roce 1995 vystoupil se svou novou skupinou (opět s Kidem Congo Powersem) kvůli svému selhávajícímu zdraví pouze na několika koncertech. Při návštěvě svého otce v Utahu na jaře 1996 dostal záchvat mrtvice, byl převezen do nemocnice, kde během čekání na operaci 31. března 1996 zemřel.

## Album We Are Only Riders
V roce 2009 vyšlo album nazvané We Are Only Riders, Jeffrey Lee Pierce Sessions Project. Objevily se na něm dokončené a přepracované verze písní, které objevil bývalý Pierceův spoluhráč Tony Cmelik, vystupující pod přezdívkou Cypress Grove, na staré magnetofonové kazetě, když vyklízel své podkroví. Jednalo se původně o společný projekt těchto dvou hudebníků, který nebyl nikdy dokončen . Na album We Are Only Riders přispěli pomocí globální, internetem umožněné spolupráce mimo jiné Nick Cave, Debbie Harry, Mark Lanegan, Isobel Campbell, Mick Harvey, David Eugene Edwards ze 16 Horsepower a Woven Hand, Lydia Lunch, Johnny Dowd, Barry Adamson, Kid Congo Powers, The Raveonettes a další. Autor recenze na serveru BBC napsal, "jako úvod na téma Jeffrey Lee Pierce jde o opravdu dobrou nahrávku."

## Vliv Gun Club
The Gun Club byli jednou z prvních skupin, která kombinovala punk a blues, čímž výrazně ovlivnili mnoho umělců. Pro styl v současnosti známý jako alternativní country pak pravděpodobně byli vlivem ze všech nejdůležitějším. Jedna z vlivných alt-countryových skupin Uncle Tupelo nahrála punkovou verzi tradiční folkové písničky John Hardy, která byla víceméně předělávkou verze od Gun Club.
The Gun Club měli výrazný vliv na skupinu R.E.M. Plíživě neodbytné kytarové riffy a zvuk otevřených akordů písní jako Brother and Sister z alba Miami našly ozvěnu v mnoha písních R.E.M. Část refrénu písně Watermelon Man je téměř shodný s pasáží refrénu písně R.E.M. The One I Love.
Je známo, že skupina The White Stripes na svých koncertech hrávala písně For the Love of Ivy a Jack on Fire, z alba Fire of Love. Zpěvák a kytarista Jack White o hudbě Gun Club řekl, „'Sex Beat', 'She's Like Heroin To Me' a 'For The Love Of Ivy'...proč se tyhle písničky neučí ve škole?"
Skupina The Gun Club ovlivnila i řadu dalších umělců – patří mezi ně například Henry Rollins, Blanche, The Pixies, Japandroids, No Age, Cobra Verde, Noir Désir, The Flaming Stars, Tito & Tarantula, The Deadly Snakes, Calla, Lucid Nation, Love Life, Madrugada, The Von Bondies, Th' Legendary Shack Shakers, Goober and the Peas, The Fever, 16 Horsepower, Archie Bronson Outfit, Cienfuegos, Joshua Hayward ze skupiny The Horrors a Mark Lanegan z bývalých The Screaming Trees, který nahrál cover verzi úvodní písně alba Miami, Carry Home.

## Diskografie

### Studiová alba
- Fire of Love (1981)
- Miami (1982)
- The Las Vegas Story (1984)
- Mother Juno (1987)
- Pastoral Hide and Seek (1990)
- Divinity (1991)
- Lucky Jim (1993)

### Singly a EP
- Ghost On The Highway/Sex Beat (1981)
- Fire of Love (1982)
- Death Party (EP 1983)
- Sex Beat  (1986)
- Breaking Hands (1988)
- Sex Beat (1989)
- The Great Divide (1990)
- Pastoral, Hide & Seek (The Lost Song) (1991)
- Cry To Me (1993)
- Walkin' With The Beast (2004)